# Michael Kostroff
Michael Kostroff (né le 22 mai 1961) est un acteur américain principalement connu pour son rôle de Maurice Levy dans la série télévisée Sur écoute.

## Parcours
De 2002 à 2003, Kostroff a participé à la première tournée nationale d'un succès de Broadway de Mel Brooks, The Producers, et de 2003 à 2004, il a joué le rôle de Thénardier dans  Les Misérables. De 2002 à 2008, il a tenu le  rôle de Maurice Levy dans la série télévisée Sur écoute,.
C'est aussi est l'auteur du livre Letters from Backstage, publié en 2005, et de Audition Psych 101, publié en 2017.
Il s'est engagé pour la campagne de Barack Obama.

## Filmographie

### Cinéma
- 1989 : Retour de la rivière Kwaï : radio du sous-marin
- 1997 : Menteur, menteur : Avocat dans la salle de conférence
- 2008 : L'Œil du mal : Le Bijoutier
- 2017 : Le Grand Jeu : Louis Butterman

### Télévision
- 2002 : Malcolm (série télévisée) : Toadie
- 2002-2008 : Sur écoute : Maurice Levy
- 2004 : À la Maison-Blanche : Richard Squire
- 2005 : Urgences : Directeur du théâtre
- 2005 : The Inside : Dans la tête des tueurs : Rick Byers
- 2006 : The Closer : L.A. enquêtes prioritaires : Dr Aaron Sands
- 2011 : New York, unité spéciale : avocat de la défense Evan Braun (saison 13, épisode 7)
- 2012 : NYC 22 : Brandon Ken
- 2012 : Damages : Juge Richard Gearheart
- 2013 : Blue Bloods : Mr. Wojcik
- 2013 : Banshee : Leonard 'Wicks' Vanderwick
- 2014 : Louie : Subway Man
- 2014 : Gotham : Officer Tannenbaum
- 2014-2015 : New York, unité spéciale : avocat de la défense Evan Braun (saison 16, épisodes 1, 9 et 23)
- 2015 : The Blacklist : Det. Martin Wilcox
- 2015 : Elementary : Perry Franklin
- 2015 : Show Me a Hero : Ralph Arred
- 2016 : Harry Bosch : Hank Myers
- 2016 : Vinyl : Allen Charnitski
- 2016 : The Good Wife : Charles Froines
- 2016 : Luke Cage : Dr Burstein
- 2016 : Madam Secretary : Chuck Willis
- 2017 : New York, unité spéciale : avocat de la défense Evan Braun (saison 18, épisode 19)
- 2017 : The Wizard of Lies : Peter Madoff
- 2017 : The Deuce : Rizzi
- 2018 : New York, unité spéciale : avocat de la défense Evan Braun (saison 20, épisode 10)
- 2019 : New York, unité spéciale : avocat de la défense Evan Braun (saison 21, épisode 2)
- 2020 : The Plot Against America : Shepsie Tirchwell
- 2021 : New York, unité spéciale : avocat de la défense Evan Braun (saison 22, épisode 16)
- 2022 : NCIS : Enquêtes spéciales : Félix Lassiter
- 2022 : New York, police judiciaire : avocat de la défense Evan Braun (saison 22, épisode 1)

## Voix francophones
En France, Daniel Lafourcade double régulièrement Michael Kostroff depuis 2004. En parallèle, Gabriel Le Doze l'a doublé occasionnellement, à quatre reprises.
En France
| - Daniel Lafourcade dans (les séries télévisées) : - Sur écoute - New York, unité spéciale - NYC 22 - Damages - The Good Wife - Elementary - Harry Bosch - Luke Cage - Madam Secretary - Instinct - NCIS : Los Angeles - Billions - The Plot Against America - 9-1-1: Lone Star | - Gabriel Le Doze dans : - Vinyl (série télévisée) - The Wizard of Lies (téléfilm) - The Deuce (série télévisée) - NCIS : Enquêtes spéciales (série télévisée) - Gilbert Lévy dans (les séries télévisées) : - Veronica Mars - The Closer : L.A. enquêtes prioritaires Et aussi - Fabrice Lelyon dans The Inside : Dans la tête des tueurs (série télévisée) - Michel Voletti dans Gotham (série télévisée) - Jacques Bouanich dans Blacklist (série télévisée) - Jean-François Aupied dans Platonic (série télévisée) |

Au Québec